# Cameron Alexander
Pour les articles homonymes, voir Alexander.
Cameron Alexander, né le 31 mai 1997 à North Vancouver, en Colombie-britannique, est un skieur alpin canadien, spécialiste des disciplines de vitesse.

## Biographie
Membre du club de Whistler, il prend part à des courses FIS depuis la saison 2013-2014. L'hiver suivant, il fait ses débuts dans le circuit continental de la Coupe nord-américaine, où il marque ses premiers points lors de la saison 2015-2016.
Alexander obtient sa première sélection pour les Championnats du monde junior en 2017, à Åre. Lors de sa deuxième participation en 2018 à Davos, il se retrouve cinquième au super G. En fin d'année 2018, il monte sur son premier podium en Coupe nord-américaine en terminant deuxième de la descente de Lake Louise.
C'est dans cette même station, que le Canadien fait ses débuts dans la Coupe du monde en novembre 2019, se classant 48e de la descente. Dans cette compétition, il marque ses premiers points en janvier 2020, sur la descente de Wengen avec une 19e place. Pour conclure cette saison, le Canadien réalise sa meilleure performance jusque là, avec une dixième place sur la descente de Kvitfjell.
En décembre 2020, il chute à pleine vitesse lors de la descente de Val d'Isère et se fait de multiples blessures au genou, dont une rupture du ligament croisé antérieur.
Le 4 mars 2022 sur l'Olympiabakken de Kvitfjell, il crée la surprise en descente avec son dossard n°39 en égalant le temps réalisé par Niels Hintermann pour signer ex-aequo la première victoire de sa carrière en Coupe du monde.
Lors des Championnats du monde de ski 2023 de Courchevel-Méribel, il remporte la médaille de bronze de la descente en 1 min 47 s 94/100, à 89 centièmes du vainqueur le Suisse Marco Odermatt et à 41 centièmes du médaillé d’argent, le Norvégien Aleksander Aamodt Kilde (en 1 m 47 s 53)/100). « Je suis très, très heureux, il n’y a pas de meilleures sensations. Les gars ici sont extrêmement rapides. Je savais que je devais vraiment bien skier et pousser tout le long en descendant. Je me parlais même vers la fin pour m’assurer de continuer à pousser. » déclare le Britanno-Colombien à l'issue de la course.

## Palmarès

### Championnats du monde
| Épreuve / Édition                | Descente |
| Mondiaux 2023 Courchevel-Méribel | Bronze   |

### Coupe du monde
- Meilleur classement général : 103e en 2020.
- 5 podiums dont 1 victoire.

#### Classements en Coupe du monde
| Saison / Épreuve | Saison / Épreuve | Général | Général | Descente | Descente | Super G | Super G | Slalom géant | Slalom géant | Slalom | Slalom | Combiné | Combiné | City Event | City Event |
| ---------------- | ---------------- | ------- | ------- | -------- | -------- | ------- | ------- | ------------ | ------------ | ------ | ------ | ------- | ------- | ---------- | ---------- |
| Saison / Épreuve | Saison / Épreuve | Class.  | Points  | Class.   | Points   | Class.  | Points  | Class.       | Points       | Class. | Points | Class.  | Points  | Class.     | Points     |
| 2020             | 2020             | 103e    | 46      | 35e      | 46       | -       | -       | -            | -            | -      | -      | -       | -       | -          | -          |

#### Détail des victoires en Coupe du monde
| Saison / Épreuve | Descente  | Super-G | Total |
| 2021-2022        | Kvitfjell |         | 1     |
| Total            | 1         |         | 1     |

Dernière mise à jour : 4 mars 2022

### Championnats du monde junior
| Épreuve / Édition          | Descente | Super G | Slalom géant | Slalom | Combiné |
| Mondiaux junior 2017 Åre   | 44e      | -       | -            | -      | -       |
| Mondiaux junior 2018 Davos | 17e      | 5e      | -            | -      | 13e     |

Ab. : abandon

### Coupe d'Europe
- Cinquième du classement de la descente en 2022[4].
- 5 podiums, dont 3 victoires (descentes de Saalbach-Hinterglemm et de Saint-Moritz (deux fois))[5].

### Coupe nord-américaine
- Vainqueur du classement de la descente en 2020[6].
- 3 podiums, dont 1 victoire (descente de Lake Louise)[7].